# 아오모리현 폐지된 시정촌사
아오모리현 폐지된 시정촌사아오모리현에서의 시제·정촌제 시행(1889년 4월 1일) 후에 시정촌 합병이나 다른 자치단체에 통합됨으로써 폐지된 시정촌 일람이다.단순한 명칭 변경은 대상으로 하지 않는다.
- 정촌이 「정제」·「시제」를 시행해 정·시가 되는 케이스
  - 「시정촌」이외의 표기명을 변경하지 않은 자치체는 일람에 포함되지 않는다.(예: → 도와다시)

- - 마을제·시제를 시행하면서 명칭을 변경한 경우도 일람에 포함되지 않는다.(예:오미사와정 → 미사와시)
- 기초자치단체가 명칭을 변경한 경우는 일람에 포함되지 않는다.
- 소속 군이 변경된 경우는 목록에 포함되지 않는다.
- 시정촌 합병으로 폐지한 시정촌 케이스
  - 편입합병한 경우 존속시정촌은 폐지에 해당하지 않으므로 일람에 포함되지 않는다.
  - 편입 합병시 폐지된 기초자치단체(시정촌)는 일람에 포함된다.
  - 신설 합병했을 경우의, 폐지한 시정촌은 일람에 포함된다.
  - 신설 합병했을 경우의, 명칭이 남은 시읍면도 일람에 포함된다.(예: 구 아오모리시) → 새 아오모리시)
- 분할 및 분립을 한 케이스
  - 분할로 폐지한 시정촌은 일람에 포함된다.
  - 분립으로 존속한 기초자치단체(시정촌)은 일람에 포함되지 않는다.(예: 다테무라촌의 일부 → 마치촌)

매년

| 시의 수         | 정의 수 | 촌의 수 | 시정촌수 | 합계  |
| --------------- | ------- | ------- | -------- | ----- |
| 1873년 1월 1일  | 0       | 7       | 2,375    | 2,382 |
| 1889년 4월 1일  | 1       | 5       | 165      | 171   |
| 1953년 10월 1일 | 3       | 33      | 127      | 163   |
| 1962년 10월 1일 | 8       | 31      | 28       | 67    |
| 2000년 1월 1일  | 8       | 34      | 25       | 67    |
| 2006년 3월 1일  | 10      | 22      | 8        | 40    |

## 1899년 이전
- 히가시쓰가루군 우라마치촌（1897년 10월 1일）히가시쓰가루군 아오모리정에 편입에 의함

## 1910년~1919년
최근 10년간 현 내에 폐지 시정촌 없음

## 1920년~1929년
- 산노헤군 하치노헤정 (1929년5월 1일) 하치노헤시 신설을 의함
- 산노헤군 고나카노정 (1929년 5월 1일) 하치노헤시 신설을 의함
- 산노헤군 미나토정 (1929년 5월 1일) 하치노헤시 신설을 의함
- 산노헤군 사메촌 (1929년 5월 1일) 하치노헤시 신설을 의함

## 1930년 ~ 1939년
- 미나미쓰가루군 오노에촌 (1937년 4월 1일) 미나미쓰가루군 오노에정 신설을 의함
- 미나미쓰가루군 가나타촌 (1937년 4월 1일) 미나미쓰가루군 오노에정 신설을 의함
- 히가시쓰가루군 아부라카와정 (1939년 6월 1일 아오모리시 편입을 의함

## 1940년 ~ 1949년
- 산노헤군 시모나가나와시로촌 (1942년 4월 1일) 하치노헤시 신설을 의함
- 가미키타군 미사와촌 (1948년 2월 11일) 가미키타군 오미사와정 신설을 의함

## 1950년 ~ 1959년
- 히가시쓰가루군 다키우치촌(1951년 4월 1일) 아오모리시 편입을 의함
- 히가시쓰가루군 오노촌(1954년 5월 3일) 아오모리시 편입을 의함
- 미나미쓰가루군(구) 도키와촌(1954년 5월 3일) 미나미쓰가루군 새로운 도키와촌 신설을 의함
- 미나미쓰가루군 도미키다테촌(1954년 5월 3일) 미나미쓰가루군 새로운 도키와촌 신설을 의함
- 미나미쓰가루군 구로이시정(1954년 7월 1일) 구로이시시 신설을 의함
- 미나미쓰가루군 로쿠고촌(1954년 7월 1일) 구로이시시 신설을 의함
- 미나미쓰가루군 나카고촌(1954년 7월 1일) 구로이시시 신설을 의함
- 미나미쓰가루군 야마가타촌(1954년 7월 1일) 구로이시시 신설을 의함
- 미나미쓰가루군 아세이시촌(1954년 7월 1일) 구로이시시 신설을 의함
- 미나미쓰가루군 (구) 오와니촌 (1954년 7월 1일) 미나미쓰가루군 오와니정 신설을 의함
- 미나미쓰가루군 구라다테정(1954년 7월 1일) 미나미쓰가루군 오와니정 신설을 의함
- 기타쓰가루군 고쇼가와라정(1954년 10월 1일) 고쇼가와라시 신설을 의함
- 기타쓰가루군 사카에촌(1954년 10월 1일) 고쇼가와라시 신설을 의함
- 기타쓰가루군 나카가와촌(1954년 10월 1일) 고쇼가와라시 신설을 의함
- 기타쓰가루군 미요시촌(1954년 10월 1일) 고쇼가와라시 신설을 의함
- 기타쓰가루군 나가하시촌(1954년 10월 1일) 고쇼가와라시 신설을 의함
- 기타쓰가루군 마쓰시마촌(1954년 10월 1일) 고쇼가와라시 신설을 의함
- 기타쓰가루군 이즈메촌(1954년 10월 1일) 고쇼가와라시 신설을 의함